# دینک اسمالوود
دینک اسمالوود (انگلیسی: Dink Smallwood) یک بازی ویدئویی اکشن نقش آفرینی تک‌نفره برای سکوهای ویندوز، لینوکس، اواس ده، پلی‌استیشن همراه، آی‌اواس و اندروید می‌باشد که توسط رابینسون تکنولوژیز توسعه و ایریدون نشر پیدا کرده است. موسیقی بازی توسط میچ برینک ساخته شده است، در حالی که برخی از قطعات دیگر، نسخه‌های MIDI از آثار کلاسیک مانند "رِوری" از دبوسی هستند. این بازی با وجود گذشت بیش از دو دهه از انتشارش، همچنان طرفداران وفاداری دارد که به توسعه محتوای الحاقی برای آن ادامه میدهند. یکی از ویژگیهای برجسته بازی، دیالوگ‌های طنزآمیز و درونمایه‌های سوررئال در صحنه‌های مختلف بین مراحل گیم‌پلی است.  

## خلاصه داستان
دینک زندگی عادی خود را به عنوان یک خوکدار در روستای زادگاهش، استونبروک، سپری می‌کرد. پدرش ناپدید شده بود و او تنها با مادرش در روستای کوچکشان زندگی می‌کرد. روزی در حالی که بیرون از خانه بود، خانه‌شان در آتش سوخت و مادرش جان باخت. پس از این اتفاق، به او توصیه شد روستا را ترک کند و به دنبال عمه‌اش برود تا زندگی جدیدی را با او آغاز کند.  
در طول سفر، دینک با اخبار گروهی مرموز و شرور به نام کاست مواجه می‌شود که اعمال شومشان پادشاهی را تهدید می‌کند. به تدریج، مأموریت او تبدیل به نبرد با این فرقه اسرارآمیز می‌شود. پس از پیروزی بر آنها، دینک راهی سرزمین تاریکی (دارکلندز) می‌شود تا با سِث، شرور قدرتمند، روبرو شود و او را از پای درآورد.  